# アグロマイセス属
アグロマイセス属（Agromyces）は、放線菌門放線菌綱放線菌目マイクロバクテリウム科の属の一つである。 

## 名前
名前の由来は、ギリシャ語で土地や土壌を意味する「agros」と、新ラテン語で真菌を意味する男性名詞「myces」を組み合わせた造語であり、直訳すれば土壌真菌を意味する。 

## 代表的な種
この属の31種を下に記す。
- A. albus ( Dorofeeva et al. 2003, ; 「albus」はラテン語で白色を意味する男性形容詞であり、この命名はこの細菌の白色のコロニーから命名された。)
- A. allii ( Jung et al. 2007, ; 「allii」は新ラテン語で「Allium」の属格名詞であり、ギョウジャニンニク（学名：Allium victorialis var. platyphyllum）の根圏から分離されたことに因んでいる。)
- A. atrinae ( Park et al. 2010, ; 「atrinae」は、二枚貝の属名に使用されるラテン語名詞「Atrina」の新ラテン語属格名詞であり、この命名は、タイラギ（Atrina pectinata）の発酵食品からタイプ株が分離されたことに因む。)
- A. aurantiacus ( Li et al. 2003, ; 「aurantiacus」は新ラテン語でオレンジ色を意味する男性形容詞。)
- A. aureus ( Corretto et al. 2016 )[1]
- A. bauzanensis ( Zhang et al. 2010, ; 「bauzanensis」は、イタリア南部チロルにある都市ボルツァーノの中世ラテン語の名前であるBauzanumに因む中世ラテン語の男性形容詞。)
- A. binzhouensis (  Chen et al. 2016 )[1]
- A. bracchium ( Takeuchi and Hatano 2001, ; 「brachium 」は木の枝を意味する同格における主格名詞であり、この命名はこの細菌の枝のような形態に因む。)
- A. cerinus ( Zgurskaya et al. 1992, ; 「cerinus」はワックスのような黄色を意味するラテン語男性形容詞。)
- A. flavus ( Chen et al. 2011 ) [1]
- A. fucosus ( Zgurskaya et al. 1992, ; 「fucosus」はフコースを意味する新ラテン語男性名詞「fucosum」の男性形容詞であり、この命名は細胞壁にフコースが含まれることに由来する。)
- A. hippuratus ( (Zgurskaya et al. 1992) Ortiz-Martinez et al. 2004, ; 「hippuratus」は新ラテン語で馬尿酸を意味する男性形容詞であり、この命名は馬尿酸の分解能に因む。)
- A. humatus ( Jurado et al. 2005, ; 「humatus」は「埋められた」を意味する男性形容詞。)
- A. indicus ( Dastager et al. 2012 )[1]
- A. insulae ( Huang et al. 2016 )[1]
- A. iriomotensis ( Hamada et al. 2014 )[1]
- A. italicus ( Jurado et al. 2005, ; 「italicus」はイタリアを意味するラテン語男性形容詞であり、このタイプ株の発祥地に因む。)
- A. lapidis ( Jurado et al. 2005, ; 「lapidis」は石を意味する属格名詞。)
- A. luteolus ( Takeuchi and Hatano 2001, ; 「luteolus」はラテン語で黄色を意味する男性形容詞。)
- A. marinus ( Hamada et al. 2015 )[1]
- A. mediolanus ( (ex Mamoli 1939) Suzuki et al. 1996, nom. rev., ; 「mediolanus」は新ラテン語でイタリアのミラノの古名称「Mediolanum」の男性形容詞。)
- A. neolithicus ( Jurado et al. 2005, ; 「neolithicus」は新ラテン語で新石器時代を意味する男性形容詞であり、この命名はこの細菌が、新石器時代の壁画が描かれていることで有名なGrotta dei Cerviの土壌から単離されたことに因む。)
- A. ramosus ( Gledhill and Casida 1969, species. ; アグロマイセス属のタイプ種。「ramosus」はラテン語で、多数の枝を持つ、多く枝分かれしている、を意味する男性形容詞。)
- A. rhizospherae ( Takeuchi and Hatano 2001, ; 「rhizospherae」は、新ラテン語で根を意味する「rhiza」と、ドイツ語で空間を意味する「sphaira」を組み合わせた造語で、根圏を意味する。)
- A. salentinus ( Jurado et al. 2005, ; 「salentinus」は新ラテン語でサレント半島を意味する男性形容詞であり、この島はこの細菌が単離されたGrotta dei Cerviがある場所である)
- A. soli ( Lee et al. 2011 )[1]
- A. subbeticus ( Jurado et al. 2005, ; 「subbeticus」は新ラテン語でスペイン南部のスブベティコ山系を意味する男性形容詞。)
- A. subtropicus ( Hamada et al. 2014 )[1]
- A. terreus ( Yoon et al. 2008, ; 「terreus」はラテン語で土壌を意味する男性形容詞である)
- A. tropicus ( Thawai et al. 2011, ; 「tropicus」はラテン語で「熱帯の」を意味する男性形容詞であり、この命名はこの細菌が熱帯雨林から単離されたことに因む。)
- A. ulmi ( Rivas et al. 2004, ; 「ulmi」はラテン語で楡の木を意味する属格名詞であり、この木はこの微生物の分離源である。)